# تام شینکلند
تام شِـینکلند (انگلیسی: Tom Shankland؛ زادهٔ ۷ مهٔ ۱۹۶۸) فیلم‌نامه‌نویس و کارگردان فیلم اهل بریتانیا است. وی از سال ۱۹۹۵ میلادی تاکنون مشغول فعالیت بوده‌است.
از فیلم‌ها یا مجموعه‌های تلویزیونی که وی در آن‌ها نقش داشته‌است، می‌توان به دابلیو. دلتا. زد، کودکان، مارپل آگاتا کریستی، ازدست‌رفته، بازماندگان، خانه پوشالی، آیرون فیست، پانیشر و بینوایان اشاره نمود.